# Hansa Rostock (Frauenfußball)
Der Fußballclub Hansa Rostock e. V., kurz Hansa Rostock, ist ein deutscher Fußballverein aus Rostock in Mecklenburg-Vorpommern. Im Jahr 2023 eröffnete der Verein erneut eine Frauenfußballabteilung, nachdem bereits von 1991 bis 1993 eine Fußballmannschaft der Frauen dem Verein angehörte. Seit 2024 spielt die erste Mannschaft in der Fußball-Regionalliga.

## Geschichte

### Die erste Rostocker Frauenmannschaft

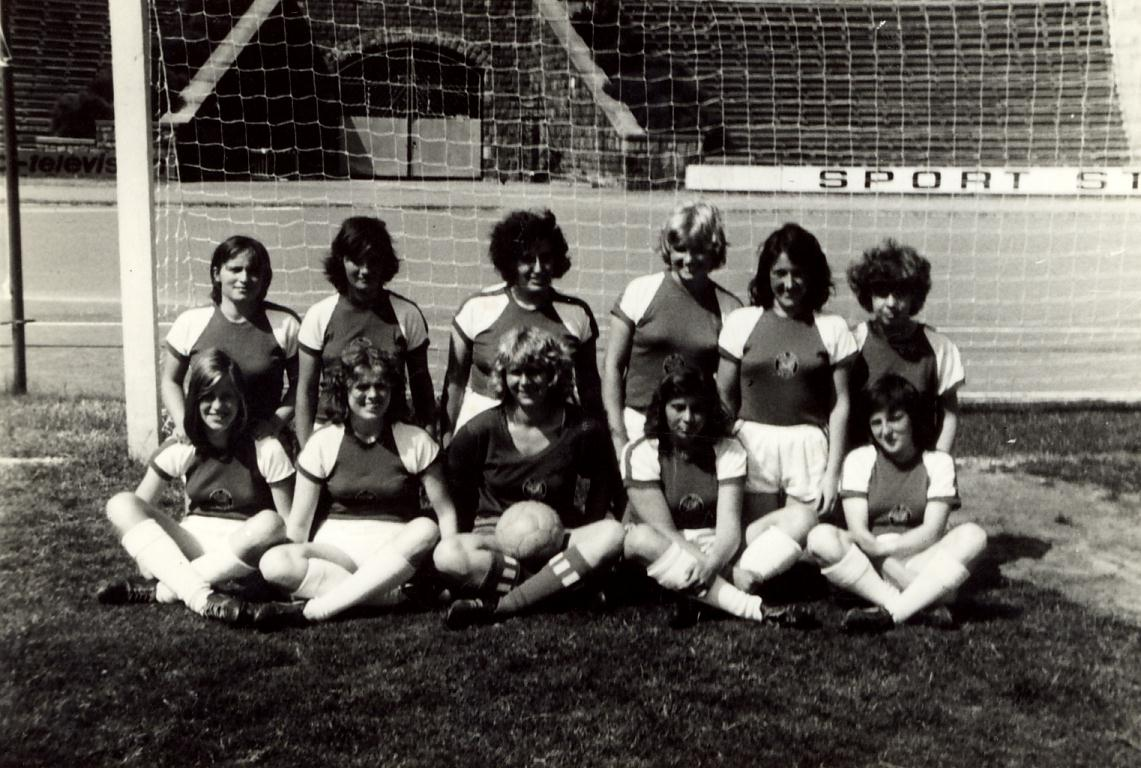
Die BSG Post Rostock im Rostocker Ostseestadion, 1975

Die Initiative zur Gründung einer Frauenmannschaft im Bezirk Rostock ging im Januar 1970 von der Tochter des ehemaligen Empor-Spielers Franz Bialas, Marion Bialas, und dem Hansa-Nachwuchstrainer Jupp Pilz aus. Ein erstes Training fand auf dem Hinterhof des Wohnhauses der Bialas' in der Langen Straße statt. Weitere Gründerinnen waren Renate Wenzel und Victoria Proft. Einem Aufruf in den Norddeutschen Neuesten Nachrichten folgten rund 100 Mädchen und Frauen, von denen 40 aufgenommen wurden. Organisatorisch wurde die Mannschaft der BSG Post Rostock angeschlossen und entwickelte sich in den nächsten Jahren zu einer der Stärksten im DDR-Frauenfußball. Die BSG Post gewann 1990 schließlich die letzte DDR-Meisterschaft der Frauen und den letzten Pokalwettbewerb des DDR-Frauenfußballs.

#### Rettung bei Hansa
Infolge der Wiedervereinigung wurde die Betriebssportgemeinschaft aufgelöst und konnte im letzten Jahr des Bestehens in der Oberliga Nordost nur den 4. Platz erreichen, womit die Qualifikation für die Bundesliga misslang. Renate Wenzel schrieb an den F.C. Hansa Rostock und bat darum, die Post-Damen in den Club aufzunehmen. Der Sportchef der Norddeutschen Neuesten Nachrichten, Heinz Schulz, setzte sich in seinem Blatt vehement für die Damen-Elf ein und das Hansa-Präsidium stimmte zu, obwohl die Mittel kaum für den Erhalt des bezahlten Männerfußballs ausreichten. Zur Folgesaison trat die Mannschaft dem F.C. Hansa bei, womit der Frauenfußball-Standort Rostock gesichert wurde.
Die Hansa-Frauen gewannen in den folgenden zwei Spielzeiten jeweils den Landespokal Mecklenburg-Vorpommern. Trainer war weiterhin Manfred Draheim. Bekannte Spielerinnen waren u. a. Katrin Prühs (Fußballerin des Jahres 1990), Katrin Baaske, Sybille Lange und Jennifer Zietz. Spielort war zumeist das Volksstadion Rostock.

#### Hansa-Frauen 1991–1993
| Begegnung                                              | Hinrunde | Rückrunde |
| ------------------------------------------------------ | -------- | --------- |
| Hansa Rostock – Union Berlin                           | 5:0      | 6:0       |
| Motor Halle – Hansa Rostock                            | 0:3      | 1:3       |
| Hansa Rostock – Gera-Zwötzen                           | 2:1      | 6:1       |
| Fortuna Magdeburg – Hansa Rostock                      | 0:5      | 0:2       |
| Hansa Rostock – 1. FC Lübars                           | 1:3      | 2:3       |
| Hansa Rostock – VfB Lichterfelde                       | 5:2      | 0:3       |
| Turbine Potsdam – Hansa Rostock                        | 1:1      | 3:0       |
| 1. FC Neukölln – Hansa Rostock                         | 3:1      | 0:1       |
| Hansa Rostock – SV Johannstadt 90                      | 8:1      | 2:3       |
| Chemnitzer FC – Hansa Rostock                          | 1:5      | 0:7       |
| Erstgenannte Mannschaft mit Heimrecht in der Hinrunde. |          |           |

| Begegnung                                              | Hinrunde | Rückrunde |
| ------------------------------------------------------ | -------- | --------- |
| Hansa Rostock – SV Johannstadt 90                      | 1:1      | 5:1       |
| Fortuna Magdeburg – Hansa Rostock                      | 3:3      | 2:1       |
| Hansa Rostock – Motor Halle                            | 8:0      | 2:0       |
| 1. FC Lübars – Hansa Rostock                           | 4:3      | 1:3       |
| Hansa Rostock – Turbine Potsdam                        | 0:1      | 2:0       |
| Uni SV Jena – Hansa Rostock                            | 7:0      | 2:2       |
| Hansa Rostock – Gera-Zwötzen                           | 4:0      | 1:1       |
| Grün-Weiß Erfurt – Hansa Rostock                       | 1:1      | 0:5       |
| Hansa Rostock – LTA Dresden                            | 2:0      | 0:4       |
| Hansa Rostock – 1. FC Neukölln                         | 1:1      | 6:2       |
| FC Wismut Aue – Hansa Rostock                          | 1:1      | 0:1       |
| Erstgenannte Mannschaft mit Heimrecht in der Hinrunde. |          |           |

In der ersten Saison unter dem Dach von Hansa Rostock gingen die Frauen in der Oberliga Nordost an den Start und gehörten durchgehend zu den Spitzenmannschaften. Erst am 5. Spieltag musste man eine Niederlage gegen den 1. FC Lübars hinnehmen. Bei der zweiten Hinrunden-Niederlage gegen den 1. FC Neukölln war Torfrau Marita Krüger nicht zur Abfahrt erschienen, sodass die Mannschaft ohne sie aufbrechen musste und Feldspielerin Sandra Mielke einsprang. Bei den Favoritinnen von Turbine Potsdam erspielte die Hansa-Elf in der Hinrunde mit einem 1:1 das einzige Remis der Saison. In der Rückrunde gelang ein Start nach Maß und die Mannschaft gewann die ersten vier Spiele, zum Teil sehr deutlich. Ende März stand Hansa auf dem 1. Tabellenplatz, geriet dann jedoch in eine Niederlagenserie. Schlussendlich hatte die Elf mit 65 Toren die beste Offensive der Liga und errang den 4. Platz.
Das zweite Jahr in der Oberliga verlief durchwachsener. Einer Reihe von Unentschieden standen in der Hinrunde eine haushohe Niederlage beim USV Jena und ein Kantersieg über Halle gegenüber. Die Rückrunde konnte erfolgreicher bestritten werden, sodass sieben Spiele gewonnen wurden und nur zwei Begegnungen verloren gingen. Erneut stellte Hansa die beste Offensive der Liga. Letztlich wurde 1993 der 5. Platz erreicht.

#### Abschied von Hansa
Nachdem der Gesamtverein 1993 in finanzielle Schwierigkeiten geraten war, wechselte die Frauenabteilung von Hansa zum PSV Rostock und spielte 1995/96 kurzzeitig in der Frauen-Bundesliga. Der einzige Saisonsieg gelang bei der SG Hillen.
2005 schloss sich die Abteilung dem SV Hafen Rostock 61 an. Zuletzt spielte diese in der fünftklassigen Kreisliga Warnow (unterste Liga des LFV M-V). Ab der Saison 2018/19 trat keine Frauenmannschaft des SV Hafen mehr im Spielbetrieb an. Damit brach die 48-jährige Traditionslinie der ersten Rostocker Frauenfußball-Mannschaft ab.

### Neugründung 2023 und Gegenwart
| Saison  | Liga | Platz | Tore   | Punkte | DFB-Pokal | Landespokal |
| ------- | ---- | ----- | ------ | ------ | --------- | ----------- |
| 2023/24 | IV   | 01.   | 58:12  | 45     | —         | Sieger      |
| 2024/25 | III  | 11.   | 29:100 | 12     | 1. Runde  | Halbfinale  |
| 2025/26 | III  |       |        |        |           |             |

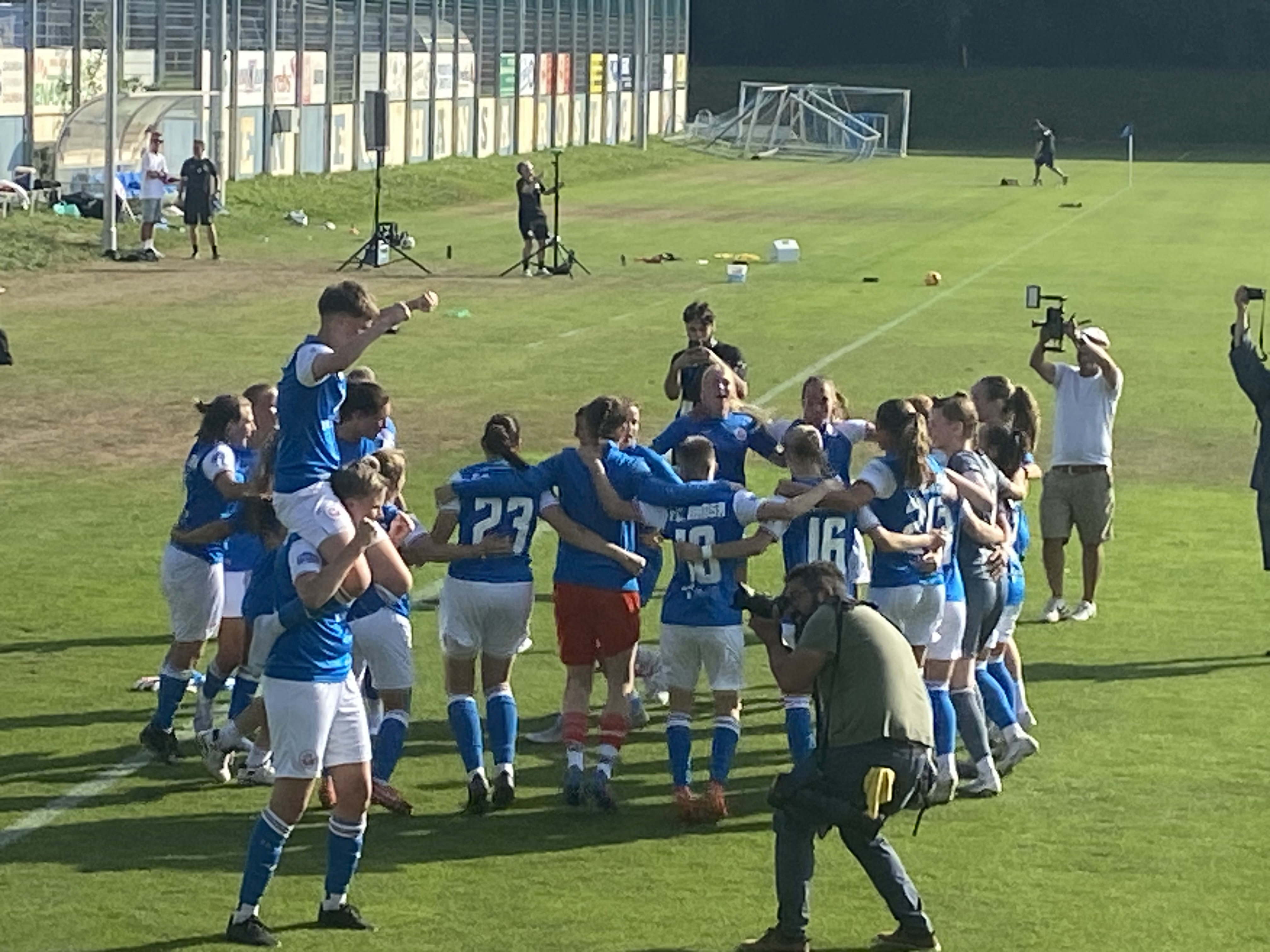
Jubelszene nach dem gelungenen Auftaktspiel gegen die HSG Warnemünde im September 2023.

Im Januar 2023 wurde bekannt, dass Hansa die Wiedereinrichtung einer Frauenabteilung mit zunächst zwei Mannschaften plane. Der Verein habe hierzu seit 2022 Vorbereitungen getroffen, um in der Verbandsliga Mecklenburg-Vorpommern zu starten. Schon 2021 hatte der Vorstand des 1. FC Neubrandenburg eine Hansa-Frauenmannschaft als Zugpferd für den Frauenfußball in Mecklenburg-Vorpommern angeregt, was 2023 auch Heiko Lex, Präsident des Landesfußballverbands, unterstrich. Spielort sollte zunächst das Leistungszentrum Evershagen sein. Außerdem bemühte sich der Verein – erfolgreich – um die Austragung eines Frauen-Länderspiels im Ostseestadion. Im März 2023 organisierte der Verein am Frauentag ein erstes Sichtungstraining, um zur kommenden Saison mit der Frauen- und Mädchenabteilung in den Spielbetrieb einsteigen zu können. Zusätzlich wurde eine eigene Koordinatorenstelle im Verein geschaffen.
Zum Saisonauftaktfest der 1. Herren-Mannschaft wurde am 2. Juli 2023 erstmals die neue Frauen-Mannschaft samt Trainer Tino Spörk vorgestellt. Diese trat wie geplant in der Saison 2023/24 in der viertklassigen Frauen-Verbandsliga des Landesfußballverbandes Mecklenburg-Vorpommern an. Das erste Pflichtspiel gegen die amtierenden Landesmeisterinnen der HSG Warnemünde endete im Volksstadion am 10. September 2023 vor 870 Zuschauern mit 4:1 für Hansa. Das erste Pflichtspieltor erzielte in der 3. Minute die 15-jährige Loretta Kung. Am 1. Mai 2024 gelang den Hansa-Frauen der Gewinn des Landespokals gegen den TSV 1860 Stralsund, womit sie sich für den DFB-Pokal qualifizierten. Nach dem 14. Spieltag stand die Mannschaft zudem als Meister von Mecklenburg-Vorpommern fest und qualifizierte sich für die Relegation um den Aufstieg in die Regionalliga Nordost. In dieser setzten sich die Rostockerinnen mit einem 1:1 im Hinspiel und einem 2:0-Auswärtssieg im Rückspiel gegen SSV Besiegdas Magdeburg aus der Verbandsliga Sachsen-Anhalt durch. Sportlich blieb die Mannschaft 2023/24 ungeschlagen, musste allerdings eine Niederlage per sportgerichtlicher Wertung hinnehmen.
Die Saison 2024/25 begann mit 4 Punkten nach zwei Spieltagen und dem 4. Tabellenplatz vielversprechend. Bis zum Ende der Hinrunde kamen 7 weitere Punkte hinzu. In der gesamten Rückrunde konnten die Hansafrauen dann nur noch einen Punkt dazugewinnen und hielten mit dem vorletzten Tabellenplatz die Klasse nur knapp.

## Statistik

### Erfolge
- Aufstieg in die Regionalliga Nordost: 2024
- Mecklenburg-Vorpommern-Meister: 2024
- Sieger im Landespokal Mecklenburg-Vorpommern: 1992, 1993, 2024

### Rekordergebnisse
| Höchste Siege                       | Höchste Siege                                | Höchste Siege                                                           |
| ----------------------------------- | -------------------------------------------- | ----------------------------------------------------------------------- |
|                                     | zu Hause                                     | auswärts                                                                |
| Oberliga/Regionalliga Nordost       | 8:0 gegen Motor Halle (1992/93)              | 8:1 gegen SV Johannstadt 90 (1991/92) 7:0 gegen Chemnitzer FC (1991/92) |
| Verbandsliga Mecklenburg-Vorpommern | 10:1 gegen Penzliner SV (2023/24)            | 3:0 gegen Penzliner SV (2023/24) 3:0 gegen HSG Warnemünde (2023/24)     |
| Mecklenburg-Vorpommern-Pokal        | 10:0 gegen Anker Wismar (2023/24)            | 3:0 gegen Greifswalder FC (2024/25)                                     |
| Höchste Niederlagen                 |                                              |                                                                         |
|                                     | zu Hause                                     | auswärts                                                                |
| Oberliga/Regionalliga Nordost       | 0:13 gegen FC Viktoria 1889 Berlin (2024/25) | 0:12 gegen Hertha BSC (2024/25)                                         |
| DFB-Pokal                           | 0:10 gegen VfL Bochum (2024/25)              | 1:15 gegen TSV Siegen (1992/93)                                         |
| Mecklenburg-Vorpommern-Pokal        | -                                            | 0:1 gegen 1. FC Neubrandenburg (2024/25)                                |